# Сражение у Пондишерри
Сражение у Пондише́рри (англ. Battle of Pondicherry) — морское сражение, произошедшее 10 сентября 1759 года во время Семилетней войны между английской и французской эскадрами у Коромандельского побережья Индии на широте Порто-Ново (в 10 милях южнее Пондишерри). Завершилась победой англичан.
Французская эскадра, направлявшаяся из Иль-де-Франса под командованием контр-адмирала графа д’Аше, прибыла 30 августа в Балтиколо на острове Цейлон, где было получено известие о том, что английская эскадра под командованием адмирала Джорджа Покока находится в Тринкомали. Покок, полностью осведомленный о прибытии французской эскадры, поджидал её между Пондишерри и Негапатамом. 
Силы французов состояли из одиннадцати линейных кораблей: два 74-пушечных, один 68-пушечный, два 64-пушечных, один 58-пушечный и пять 54-пушечных (последние шесть кораблей принадлежали Французской Ост-Индской компании) и двух фрегатов. 
Британские силы состояли из девяти линейных кораблей: один 68-пушечный, один 66-пушечный, один 64-пушечный, три 60-пушечные, один 58-пушечного и два 50-пушечных и одного фрегата. 

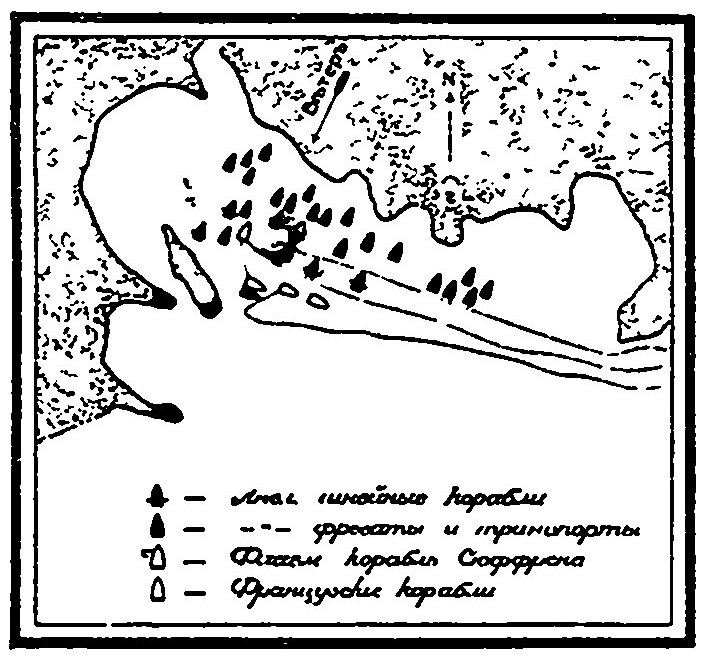
Театр военных действий
(рисунок из статьи «Порто-Ново»
«Военная энциклопедия Сытина»)

Несмотря на превосходство в числе и силе кораблей, д’Аше не стремился к бою, поскольку его эскадра везла из Иль-де-Франса подкрепления и деньги для французских войск в Пондишерри. Когда, идя на север, он увидел 2 сентября британскую эскадру, вышедшую из Тринкомали, то уклонился от встречи с ней. Покок начал преследование, но ветер и течение не были благоприятны для британской эскадры, которая смогла вступить в контакт с французами только 8 сентября на широте Порто-Ново.
Два дня прошли в маневрировании эскадр, и только в 10 часов утра 10 сентября Пококу, который оказался с наветренной стороны, удалось сблизиться с противником, держась в линии баталии на левом галсе. Британская линия растянулась вдоль французской, после чего последовал бой. Французы сосредоточили огонь на мачтах, пытаясь нейтрализовать корабли противника, но британский огонь нанес им значительный ущерб. После двух часов боя французская линия начала распадаться, несколько кораблей покинули линию, чтобы попытаться устранить повреждения, в том числе флагманский корабль «Зодиак». Около 16:00 контр-адмирал д’Аше был ранен, а капитан его флагманского корабля убит. После того как французский адмирал спустился вниз для перевязки ран, старший офицер корабля вывел корабль из боевой линии, его примеру последовали капитаны других кораблей. Таким образом, противоборствующие эскадры разошлись. Англичане не преследовали, поскольку часть их кораблей также была серьёзно повреждена, и их пришлось взять на буксир.
После боя Покок направился в Нагапаттинам, а д’Аше ушел в Пондишерри и успешно выполнил свою миссию, когда его флот прибыл туда 15 сентября. В ходе боя потери французов составили около 1500 человек убитыми и ранеными. Англичане потеряли 569 человек убитыми и ранеными.